# Purgatorio - Canto ventiseiesimo
Il canto ventiseiesimo del Purgatorio di Dante Alighieri si svolge sulla settima cornice, ove espiano le anime dei lussuriosi; siamo nel pomeriggio del 12 aprile 1300, o secondo altri commentatori del 29 marzo 1300.

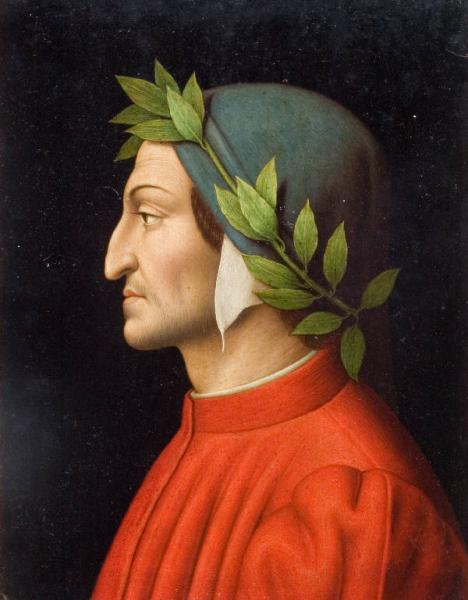
Profilo di Dante

## Incipit
(Anonimo commentatore dantesco del XIV secolo)

## Temi e contenuti
- Le due schiere dei lussuriosi - v. 1-87

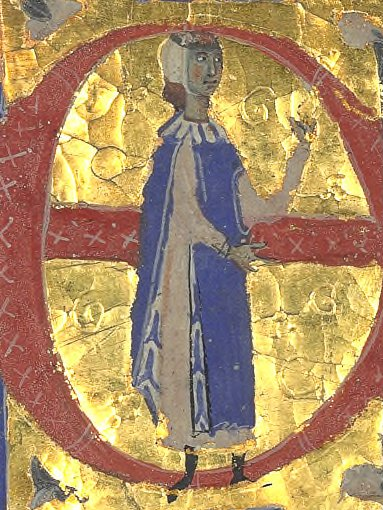
Miniatura ritraente Arnaut Daniel

- Guido Guinizelli - v. 88-135
- Arnaut Daniel - v. 136-148

## Sintesi
Mentre Dante procede sulla cornice dei lussuriosi, spesso ammonito da Virgilio a stare attento a dove mette i piedi, il sole lo illumina sul fianco proiettando la sua ombra sul fuoco e facendolo parere al confronto più sbiadito. Meravigliate da questo particolare, le anime si stupiscono del fatto che egli sembri avere un corpo, avvicinandosi a lui per osservarlo meglio senza però uscire dal fuoco purgatore. Una di esse allora lo interpella, chiedendogli di spiegare lo strano fenomeno, ma Dante non fa in tempo a rispondere che compare un'altra schiera di anime che viene loro incontro le quali, incrociandosi con le anime di questa schiera, si abbracciano e si baciano in fretta senza interrompere il cammino; e non appena le due schiere si allontanano, iniziano a gridare esempi di lussuria punita:
- la schiera or ora comparsa grida «Sodoma e Gomorra», menzionando l'episodio biblico in cui queste città vengono distrutte da Dio per la loro empietà: si tratta infatti di anime che espiano il peccato della sodomia;
- l'altra schiera grida invece l'esempio di Pasifae che soddisfece il suo bestiale amore per un toro nascosta in un simulacro di vacca: si tratta infatti di anime che espiano la lussuria eterosessuale, praticata in vita seguendo eccessivamente l'istinto, come le bestie.

Dopo che la schiera dei sodomiti si è allontanata, le anime che prima avevano interrogato Dante si riavvicinano a lui e ripetono la loro domanda, al che egli risponde di essere effettivamente salito al Purgatorio con il proprio corpo, al fine di non essere più «cieco» (alla luce divina), grazie alle preghiere di una donna (Beatrice) che si trova in Paradiso. Dopo aver detto questo, a sua volta chiede alle anime chi siano loro e chi siano quelle dell'altra schiera, perché più tardi lo possa scrivere sulla carta.
Dapprima ammutolita per lo stupore, la stessa anima che prima aveva parlato risponde a Dante spiegandogli la differenza fra il peccato dell'una e dell'altra schiera, aggiungendo poi che non potrebbe citargli tutti i nomi di coloro che sono là presenti perché mancherebbe il tempo: ma almeno gli dirà chi sia lui, e cioè Guido Guinizzelli, che espia il suo peccato del quale si pentì prima di morire. Al sentire il nome del «padre [suo] e degli altri [...] che rime d'amore usar[ono] dolci e leggiadre» - vale a dire del fondatore del Dolce stil novo -, Dante vorrebbe abbracciarlo ma non osa per timore del fuoco; allora procede pensoso per un tratto, finché offre a Guinizzelli i suoi servigi.
Guinizzelli risponde toccato da questa offerta di cui - afferma - il Lete (il fiume dell'oblio) non potrà ternire il ricordo, e chiede per quale ragione egli dimostri tanto amore nei suoi confronti, ragione - risponde Dante - che si può individuare nei suoi «dolci detti», che saranno apprezzati finché durerà l'«uso moderno» (vale a dire la poesia in lingua volgare). Al sentire queste parole allora Guinizzelli indica al poeta un'altra anima, che definisce «miglior fabbro [= autore] del parlar materno», che tutti superò nei «versi d'amore e prose di romanzi», benché altra gente stolta affermi che sia migliore Giraut de Bornelh (detto con perifrasi "quello di Limoges"): quella gente è attenta più alla fama che al vero, e così si forma un'opinione senza aver neanche ascoltato l'arte o la ragione, proprio come fecero con Guittone d'Arezzo, fino a quando la verità non fu riconosciuta da un gran numero di persone.
Infine, dopo aver chiesto a Dante di pronunciare per lui una preghiera quando sarà in Paradiso, si allontana scomparendo nel fuoco. Dante allora si avvicina all'altra anima che Guinizzelli gli aveva indicato, e le chiede chi sia, al che l'anima risponde in provenzale:
jeu sui Arnaut, que plor e vau cantan;
consiros vei la passada folor,
e vei jausen la joi qu'esper, denan;

ara vos prec, per aquela valor
que vos guida al som de l'escalina,
sovenha vos a temps de ma dolor!»
Risponde cioè che tanto le piace la cortese richiesta che non può né vuole rifiutarsi: egli è Arnaut Daniel, che piange e va cantando considerando la sua follia passata e la felicità che vede nel suo futuro; poi prega Dante, in nome di Dio, che si ricordi di lui al momento giusto (come pure aveva chiesto Guinizzelli, che gli dedichi una preghiera quando sarà in Paradiso). Detto questo torna a nascondersi nel fuoco che li purga.

## Analisi del canto
Ad alcuni critici è parsa fuori luogo la collocazione di Guido Guinizzelli e di Arnaut Daniel tra i lussuriosi e - escludendo che Dante potesse aver avuto notizie a noi sconosciute da una loro qualche biografia - hanno ricercato nei testi di questi due poeti quali elementi potessero avere indotto Dante a tale classificazione: l'ardore sensuale di Arnaut Daniel è rintracciabile in parecchi suoi versi d'amore, mentre per Guinizzelli un solo sonetto (Chi vedesse a Lucia un var cappuzzo) parrebbe autorizzare tale giudizio. Più corretto sarebbe ammettere nell'accezione di lussuriosi non solo coloro che praticarono l'amore "in modo bestiale", ma tutti coloro che posero l'amore più in alto di Dio, che a esso dedicarono più attenzione che non alla loro salvezza spirituale, considerandolo più importante: e in tale accezione si possono quindi includere i poeti che cantarono l'amore, e quindi lo stesso Dante, che infatti è più volte ammonito da Virgilio perché stia attento a non cadere nella fiamma (materialmente quella che si trova nel Purgatorio, ma allegoricamente la fiamma dell'amore), e che d'altronde dovrà - nel canto successivo - attraversare il fuoco per accedere al Paradiso terrestre.
Così si può interpretare anche il casto bacio che si scambiano gli espianti incontrandosi sulla cornice (e ricordiamo che i dannati che si incontravano nell'Inferno invece si insultavano): solo l'amore virtuoso, ispirato da Dio (come il bacio è da Lui prescritto) e a Lui finalizzato, può salvare l'uomo; e questo ci ricorda anche che l'amore e le sue manifestazioni non sono negative in sé, ma diventano peccato nel momento in cui sono rivolte alla ricerca di un piacere terreno e materialistico.
Si può considerare chiusa, in questo canto, la riflessione sul canto e sulla poesia portata avanti per molti canti (iniziata nel canto V dell'Inferno, e nel Purgatorio nel canto II con Casella, e nel canto XXIV con Bonagiunta Orbicciani), con la proclamazione di Guinizzelli quale padre e maestro della poesia moderna - il Dolce stil novo -, definita come «rime dolci e leggiadre». Già Arnaut, presentato come il poeta più grande, si pone come anima penitente che piange la sua follia passata e «canta» non l'amore, bensì la sua futura beatitudine in Paradiso: la sua poesia è ormai lontana, e tale lontananza è sottolineata dal contrasto del cambiamento di lingua, omaggio di Dante al poeta provenzale. Con marcato realismo linguistico, infatti, Dante si esibisce in questo vistuosismo tecnico, unico esempio nella Commedia di lingua straniera moderna.
Notiamo anche come, prima di concludere il proprio discorso poetico, Dante esprima un giudizio negativo nei confronti di un altro poeta provenzale, Giraut de Bornelh - lodato invece nel De vulgari eloquentia -, e di Guittone d'Arezzo, riflettendo sul rischio a cui d'ora in poi è soggetta la poesia moderna, che la fama superi la verità, e cioè che non sia ritenuto migliore il più meritevole, ma al contrario quello che piace di più al pubblico (gli «stolti»).